# Los Limones (Michoacán)
Los Limones es una localidad del estado mexicano de Michoacán. Es parte del municipio de Los Reyes.

## Demografía
| Gráfica de evolución demográfica |
|                                  |

| Censo | Población |
| ----- | --------- |
| 1900  | 230       |
| 1910  | 266       |
| 1921  | 194       |
| 1930  | 292       |
| 1940  | 362       |
| 1950  | 637       |
| 1960  | 711       |
| 1970  | 1133      |
| 1980  | 1008      |
| 1990  | 1396      |
| 2000  | 1226      |
| 2010  | 1429      |
| 2020  | 1569      |